# هانه لوره سوبر
هانه لوره سوبر (آلمانی: Hannelore Zober؛ زادهٔ ۶ نوامبر ۱۹۴۶) بازیکن هندبال اهل آلمان بود.